# 岡山東警察署
岡山東警察署（おかやまひがしけいさつしょ）は、岡山県警察が管轄する警察署の一つである。
2009年4月1日の政令指定都市移行に伴い、所在地が岡山市東区となる為、西大寺警察署から岡山東警察署に名称変更された。同時に旧岡山東警察署（政令指定都市移行後は岡山市中区に所在）は、岡山中央警察署に名称変更された。

## 概要

### 住所
- 岡山市東区西大寺中野501番地9

### 交通アクセス
- JR西大寺駅から徒歩20分
- 両備バス岡山東警察署前バス停から徒歩2分

### 管轄区域
- 岡山市東区（西大寺・上道地域地区）

## 沿革
- 1878年10月 西大寺警察署を設置。
- 1948年 上道地区警察署と西大寺警察署に分離。
- 1951年10月 西大寺警察署を上道地区警察署に統合。
- 1954年7月1日 岡山県西大寺警察署に改称。
- 2009年4月1日 岡山県岡山東警察署に改称。
- 2022年 豊駐在所が廃止され、西大寺駅前交番へ統合。

## 交番
（）の中は所在地。
- 西大寺駅前交番（岡山市東区西大寺上二丁目）
  - 岡山市東区のうち浅越（一部）、金岡西町（一部）、金岡東町一丁目・二丁目、久保、河本町、西大寺、西大寺上一丁目～三丁目、西大寺北、西大寺中一丁目～三丁目、西大寺中野（一部）、西大寺中野本町、西大寺東一丁目～三丁目、西大寺南一丁目・二丁目、西隆寺、富崎、福治、向州
- 益野交番（岡山市東区可知四丁目）
  - 岡山市東区のうち浅越（一部）、大多羅町、可知一丁目～五丁目、金田（一部）、光津（一部）、西大寺中野（一部）、西大寺松崎、中川町、西庄、富士見町一丁目、広谷、政津（一部）、益野町、松新町、目黒町、吉原
- 上道交番（岡山市東区南古都）
  - 岡山市東区のうち浅川、内ヶ原、浦間、草ヶ部、鉄、古都宿、古都南方、才崎、宍甘、上道北方、城東台西一丁目～三丁目、城東台東一丁目・二丁目、城東台南一丁目・二丁目、砂場、西祖、竹原、谷尻、寺山、中尾、楢原、西平島、沼、一日市、東平島、藤井、南古都、百枝月、矢井、矢津、吉井

## 駐在所
（）の中は所在地。
- 政津駐在所（岡山市東区政津）
  - 岡山市東区のうち、金岡西町（一部）、金岡東町三丁目、金田（一部）、君津、九蟠、光津（一部）、西大寺金岡、豊田、政津（一部）、升田
- 神崎駐在所（岡山市東区邑久郷）
  - 岡山市東区のうち邑久郷（一部）、乙子、上阿知、神崎町（一部）、北幸田、下阿知（一部）、宿毛（一部）、千手
- 水門駐在所（岡山市東区水門町）
  - 岡山市東区のうち犬島、邑久郷（一部）、神崎町（一部）、久々井、幸地崎町、西大寺一宮、下阿知（一部）、宿毛（一部）、水門町、西片岡、西幸西、東片岡、東幸西、東幸崎、宝伝、正儀、南水門町